# Philippe Le Hardy de Beaulieu
Philippe Le Hardy de Beaulieu (Wavre, 27 ottobre 1887 – Bruxelles, 22 novembre 1942) è stato uno schermidore belga, vincitore di una medaglia di bronzo nella scherma ai giochi olimpici di Stoccolma nel 1912. Ha vinto anche una medaglia di bronzo ai giochi intermedi di Atene del 1906 (non riconosciuti dal CIO).